# Borba na tujih tleh (TV drama)
Borba na tujih tleh je slovenska TV drama iz leta 1982, posneta po istoimenskem potopisu Prežihovega Voranca iz leta 1946.

### Zgodba
Dogajanje je postavljeno na božično noč leta 1932 v Celovcu. Voranc naj bi se srečal s svojo družino, ki je ni videl dve leti, vendar ga aretirajo. Žena z otrokoma gre v ta namen ilegalno čez mejo, čez zasnežene gore. Voranc gre v zapor.

### PotopisBorba na tujih tleh: Evropski potopisi
Je reportažni zapis doživetij evropskega komunističnega ilegalca v desetletju pred drugo svetovno vojno. Voranc je bil razpet na mrežo konspirativnih političnih poti in se je nenehno zapletal v mreže zahodnoevropskih meščanskih policij. Slednje je predmet njegovih opisov, skozi katere se kot rdeča nit vleče njegovo romanje po evropskih zaporih. Najprej je tuje kraje, ljudi in pripetljaje osvetljeval s pisateljskimi očmi, šele potem je idejnopolitično komentiral s sarkastičnim ožigosanjem lažnega videza in trhlosti t.i. evropskih demokracij tik pred izbruhom svetovne katastrofe.

## Produkcija
Snemati so začeli 7. decembra 1981 v studiu 2.

## Kritike
Jože Snoj (Delo) je Voranca označil za genialnega pisatelja in izrazil veliko spoštovanje do njegove knjige, ki po njegovem ni primerna za dramatizacijo zaradi razdrobljenih in z najrazličnejšimi opisi zasičenih doživetij. Opozoril je, da bi moral tisti, ki se tega loti, začeti na novo in tako prevzeti kompletno literarno avtorstvo. Frančku Rudolfu je očital, da je zapravil imenitno priložnost za obešenjaško, žalostno in sarkastično politično grotesko, ko je spregledal reportažo Na mrtvi točki, v kateri Voranc opisuje, kako sta si ga štiri mesece podajali Avstrija in Češka. Ni si želel gledati na silo dramatizirane ganljivke z agitkovsko všečnimi zaporniškimi dialogi ter vrsto vidnih in že spet stereotipnih igralcev. Oceno je zaključil s stavkom: »Polavtorstvo v službi kar se da cele, vzpodbudne in poučno vzgojne ideje, skratka.«

## Zasedba
- Evgen Car: Voranc
- Mojca Ribič: Vorančeva žena
- Janez Rohaček
- Franc Markovčič
- Dare Valič: ženitni goljuf
- Saša Miklavc
- Dare Ulaga: samomorilec
- Livij Bogatec

## Ekipa
- dramatizacija: Franček Rudolf
- režija: Lado Troha
- redakcija: Saša Vuga
- scenografija: Belica Škerlak
- kostumografija: Marija Kobi